# Mardu
De Mardu is een volk in Australië. Ze behoren tot de Aborigines en leven in het woestijngebied in het westen van Australië. De Mardu's is een verzamelnaam voor sprekers van het Giyadjarra, het Mandjildjarra en het Budidjarra.
Het leefgebied van de Mardu's is dermate onherbergzaam - er zijn tevens geen rivieren of meren waar permanent water in staat - dat het tot de jaren 60 van de 20e eeuw duurde tot er Europeanen kwamen te wonen, aangezien zij dit gebied als onbewoonbaar beschouwden. De cultuur van de Mardu's overleefde zo de contacten met de Europeanen. Voor deze eerste contacten plaatsvonden, leidden de Mardu's een nomadisch bestaan in de woestijn. Ze trokken van plek naar plek, rekening houdend met de steeds wisselende weersomstandigheden en gebruikten werktuigen van steen, been en hout om in hun behoeften te voorzien. De bevolkingsdichtheid was zeer laag: gemiddeld ongeveer één persoon per tweehonderd vierkante kilometer.
Net als andere Aborigines waren de Mardu's ervan overtuigd dat het voortbestaan van de wereld en hun volk afhankelijk was van het onderhouden van relaties met almachtige Dreamtime-wezens, die de hoofdrol speelden in hun godsdienstige leven. Deze wezens zouden zijn voorgekomen uit de platte, vormeloze leegte die de aarde aan het begin der tijden was. In de gedaante van mens en dier trokken zij rond en gaven zij de wereld van de Mardu's haar huidige vorm. Deze totemwezens voerden rituelen uit opdat de mensen ze zouden nabootsen en bezielden het landschap met de geest waarvan de mens en alle andere wezens zijn vervuld. Ook schreven zij de mensen voor hoe ze met elkaar moesten omgaan, hoe ze moesten jagen, besnijdenissen moesten uitvoeren en hoe ze sierlittekens dienden aan te brengen. Ook tegenwoordig brengen Mardumannen nog veel tijd door met spirituele gesprekken, met het vervaardigen van heilige voorwerpen en het uitvoeren van eeuwenoude rituelen op heilige plaatsen, de zogeheten jabiya.